# جيف بلوم
جيف بلوم (بالإنجليزية: Geoff Blum)‏ (و. 1973  م) هو لاعب كرة قاعدة، من الولايات المتحدة، ولد في ريدوود، كاليفورنيا، يلعب كقاعدي ثالث ‏.

## التعليم
تعلم في جامعة كاليفورنيا، بركلي.

## روابط خارجية
- جيف بلوم على موقع دوري كرة القاعدة الرئيسي (الإنجليزية)
- جيف بلوم على موقعبيزبول رفرنس.كوم (الدوري الرئيسي) (الإنجليزية)
- جيف بلوم على موقعبيزبول رفرنس.كوم (الدوري الثانوي) (الإنجليزية)
- جيف بلوم على موقع إي إس بي إن.كوم (أم.أل.بي) (الإنجليزية)
- جيف بلوم على موقع مشجعي الرسوم البيانية (الإنجليزية)